# Ron Leibman
Ron Leibman (* 11. Oktober 1937 in Manhattan, New York City, New York; † 6. Dezember 2019 ebenda) war ein US-amerikanischer Schauspieler.

## Leben
Ron Leibman besuchte die Ohio Wesleyan University, die er 1958 abschloss. Danach tourte er mit der Improvisationstheatergruppe Compass Players in Chicago und St. Louis, bevor er nach New York zurückkehrte und sich dem The Actors Studio anschloss. Nach einigen Off-Broadwayauftritten ab Ende der 1950er Jahre hatte er 1963 sein erstes Engagement am Broadway. Im selben Jahr hatte er auch erste Fernsehrollen. Im Lauf der 1960er Jahre arbeitete er hauptsächlich am Broadway, bis er 1970 in Carl Reiners Filmkomödie Wo is' Papa? eine erste größere Filmrolle hatte. Zwei Jahre später spielte er neben Robert Redford und George Segal in Peter Yates’ Vier schräge Vögel.
Die von Leibman entwickelte und bei CBS ausgestrahlte Serie Kaz & Co wurde 1979 nach nur einer Staffel mit 23 Episoden abgesetzt, er erhielt jedoch für seine Darstellung den Emmy Award. Mit dieser Serie wurde er auch beim bundesdeutschen Fernsehpublikum bekannt. 1984 wurde er für seine Rolle im Film Der Senkrechtstarter neben Dolly Parton und Sylvester Stallone für die Goldene Himbeere nominiert, zwei Jahre später erhielt er eine Golden-Globe-Award-Nominierung für Frohe  Weihnachten, Mrs. Kingsley. 1993 gewann er für seine Darstellung in der mit dem Pulitzer-Preis ausgezeichneten Produktion Angels in America den Tony Award. Zwischen 1995 und 1996 spielte er eine der Hauptrollen in der Serie Central Park West. Wiederkehrende Gastrollen hatte er in der Sitcom Friends (als reicher, hitzköpfiger Vater der Figur Rachel Green) sowie in Die Sopranos (als Dr. Plepler). Sein Schaffen umfasste mehr als 50 Film- und Fernsehproduktionen.
Leibman lebte seit 1983 in zweiter Ehe mit der Schauspielerin Jessica Walter. Zwischen 1969 und 1981 war er mit Linda Lavin verheiratet. Er hatte einen Lehrstuhl an der The New School in New York. Leibman starb 82-jährig an einer Lungenentzündung.

## Filmografie (Auswahl)
- 1970: Wo is' Papa? (Where's Poppa?)
- 1972: Vier schräge Vögel (The Hot Rock)
- 1972: Schlachthof 5 (Slaughterhouse-Five)
- 1973: Zwei auf krummer Tour (Your Three Minutes Are Up)
- 1974: Die Supercops – Zwei irre Hunde (The Super Cops)
- 1976: Won Ton Ton – der Hund, der Hollywood rettete (Won Ton Ton, the Dog Who Saved Hollywood)
- 1978: Kaz & Co (Kaz)
- 1979: Norma Rae – Eine Frau steht ihren Mann (Norma Rae)
- 1980: Die Kadeppenakademie
- 1983: Phar Lap – Legende einer Nation (Phar Lap)
- 1984: Der Senkrechtstarter (Rhinestone)
- 1986: Frohe Weihnachten, Mrs. Kingsley (Christmas Eve)
- 1988: Sieben Stunden Angst (Seven Hours To Judgment)
- 1990, 1992: Mord ist ihr Hobby (Murder, She Wrote, Fernsehserie, zwei Folgen)
- 1995: Central Park West (Fernsehserie, 21 Folgen)
- 1995, 2000: Law & Order (Fernsehserie, zwei Folgen)
- 1996: Nacht über Manhattan (Night Falls on Manhattan)
- 1996–2004: Friends (Fernsehserie, vier Folgen)
- 1997: Don King – Das gibt’s nur in Amerika (Don King: Only in America, Fernsehfilm)
- 1998–2002: Schief gewickelt (Holding the Baby, Fernsehserie, 13 Folgen)
- 2001: Law & Order: Special Victims Unit (Fernsehserie, vier Folgen)
- 2002: Auto Focus
- 2003: Practice – Die Anwälte (Fernsehserie, eine Folge)
- 2004: Garden State
- 2006: Die Sopranos (The Sopranos, Fernsehserie, drei Folgen)
- 2010: A Little Help
- 2013–2016: Archer (Zeichentrickserie, neun Folgen)

## Broadway (Auszug)
- 1963: Dear Me, The Sky is Falling
- 1968: We Bombed in New Haven
- 1980: I Ought to Be in Pictures
- 1988: Rumors
- 1993: Angels in America: Perestroika

## Auszeichnungen (Auszug)
- 1969: Theatre World Award für We Bombed in New Haven
- 1969: Drama Desk Award für We Bombed in New Haven
- 1970: Drama Desk Award für Transfers
- 1979: Emmy-Award für Kaz & Co
- 1985: Goldene-Himbeere-Nominierung für Der Senkrechtstarter
- 1987: Golden-Globe-Award-Nominierung für Frohe Weihnachten, Mrs. Kingsley
- 1993: Tony Award für Angels in America: Millennium Approaches
- 1993: Drama Desk Award für Angels in America: Millennium Approaches